# もう一度抱きしめて
『もう一度抱きしめて』（もういちどだきしめて）は、スターダストレビュー24枚目のシングル。1993年2月10日に発売された。

## 収録曲
全作編曲：三谷泰弘
1. もう一度抱きしめて
作詞：林紀勝
テレビ東京系「徳光のTVコロンブス」エンディング・テーマ[2]
2. と･つ･ぜ･ん Fall In Love（Live Version）
作詞：三谷泰弘/林紀勝